# Liste der Präsidenten von Turkmenistan
Dies ist eine Liste der Präsidenten von Turkmenistan, die mit diktatorischen Vollmachten ausgestattet sind und zugleich als Regierungschef fungieren.

## Liste der Präsidenten
| # | Bild | Name                      | Amtsantritt       | Amtsaustritt      | Partei                                                                   |
| - | ---- | ------------------------- | ----------------- | ----------------- | ------------------------------------------------------------------------ |
| 1 |      | Saparmyrat Nyýazow        | 2. November 1990  | 21. Dezember 2006 | Kommunistische Partei Turkmenistans / Demokratische Partei Turkmenistans |
| 2 |      | Gurbanguly Berdimuhamedow | 21. Dezember 2006 | 19. März 2022     | Demokratische Partei Turkmenistans                                       |
| 3 |      | Serdar Berdimuhamedow     | 19. März 2022     | amtierend         | Demokratische Partei Turkmenistans                                       |